# 亞洲公路7號線
亞洲公路7号线（英語：Asian Highway 7），编号為AH7，是亞洲公路網系統中的一條南北走向的公路。由俄罗斯叶卡捷琳堡到巴基斯坦卡拉奇。
经过的国家有：俄罗斯-哈萨克斯坦-吉尔吉斯斯坦-乌兹别克斯坦-塔吉克斯坦-阿富汗-巴基斯坦。